# Lý thuyết trường thống nhất
Trong vật lý, lý thuyết trường thống nhất (unified field theory) là một loại lý thuyết trường cho phép tất cả những gì thường được coi là lực cơ bản và hạt cơ bản được viết theo cặp trường vật lý và ảo. Theo những khám phá hiện đại trong vật lý, các lực không được truyền trực tiếp giữa các vật thể tương tác, mà thay vào đó được mô tả và làm gián đoạn bởi các thực thể trung gian được gọi là các trường.
Tuy nhiên, về mặt kinh điển, tính hai mặt của các trường được kết hợp thành một trường vật lý duy nhất. Trong hơn một thế kỷ, lý thuyết trường thống nhất vẫn là một dòng nghiên cứu mở và thuật ngữ này được đặt ra bởi Albert Einstein,, người đã cố gắng thống nhất lý thuyết tương đối tổng quát của mình với điện từ. " Lý thuyết về mọi thứ "  và Lý thuyết thống nhất lớn  có liên quan chặt chẽ với lý thuyết trường thống nhất, nhưng khác nhau bởi không yêu cầu cơ sở của tự nhiên là các trường và thường bằng cách cố gắng giải thích các hằng số vật lý của tự nhiên. Những nỗ lực trước đó dựa trên vật lý cổ điển được mô tả trong bài viết về các lý thuyết trường thống nhất cổ điển.
Mục tiêu của một lý thuyết trường thống nhất đã dẫn đến rất nhiều tiến bộ cho vật lý lý thuyết trong tương lai và quá trình tiến bộ này còn đang tiếp tục.  